# Vinho Verde

Anbaugebiet des Vinho Verde

Vinho Verde ist die Bezeichnung für einen portugiesischen Wein, der wenig alkoholhaltig und mit natürlicher Kohlensäure ausgestattet ist.
Es gibt – heute eher nur noch lokal – auch „grünen“ roten Vinho Verde (Vinho Verde Tinto). Dieser ist von extrem intensiver Farbe und sehr tanninhaltig. Auch Roséweine existieren, wenngleich vornehmlich der weiße Vinho Verde exportiert wird.
Die Anbaugebiete liegen zwischen den Flüssen Douro und Minho im Norden des Landes. Sie umfassen im Wesentlichen die Distrikte Viana do Castelo, Braga und Porto. In dieser sehr feuchten Region – jährlich fallen bis zu 2000 mm Niederschlag – werden ca. 25 % des portugiesischen Weines erzeugt. Der schon im Jahr 1908 gesetzlich definierte DOC-Bereich für Rot- und Weißweine ist somit das größte Anbaugebiet für Qualitätsweine. Die fast 60.000 ha Rebfläche werden von ca. 30.000 Winzern meist im Nebenerwerb bewirtschaftet.
Als Rebsorten dienen unter anderem Alvarinho, Avesso, Loureiro und Treixadura. Gelegentlich wird auch die Rebsorte Sercial verwendet. Meist wachsen die Reben als gut zwei Meter hohe Pergolen. Dies schützt die Reben vor der Feuchtigkeit der Böden und vor zu viel Hitze. Meist wächst unter diesem Dach der Rebblätter noch Gemüse.
- Empfohlene weiße Rebsorten: Alvarinho, Avesso, Azal Branco, Batoca, Loureiro, Pedernã und Trajadura
- Weitere zugelassene weiße Rebsorten: Branco Escola, Cainho de Moreira, Cascal, Douradinha, Esganinho, Esganoso de Castelo de Paiva, Esganoso de Lima, Fernão Pires, Lameiro, Rabigato, S. Mamede, Arinto und Semilão
- Rebsorten rosé: Espadeiro
- Empfohlene rote Rebsorten: Azal Tinto, Borraçal, Brancelho, Espadeiro, Padeiro de Basto, Pedral, Rabo de Ovelha, Vinhão
- Weitere zugelassene rote Rebsorten: Doçal, Doçal de Refóios, Espadeiro Mole, Labrusco, Mourisco, Pical Pôlho, Sousão und Verdelho Tinto.

Der Wein hat einen leichten, spritzigen Charakter und moussiert leicht. Die natürliche Kohlensäure entsteht beim biologischen Säureabbau der im Rebsaft enthaltenen Äpfelsäure. Es gibt relativ große Qualitätsunterschiede, da die Vinifizierung dieses Weines viel Gefühl und Erfahrung erfordert. So wird der Wein bei mangelnder Hygiene aus Angst vor Fehlgärungen stark geschwefelt. Die Schwefelung unterbindet jedoch die Entstehung der natürlichen Kohlensäure, so dass diese künstlich hinzugefügt wird. Der Wein wird größtenteils trocken ausgebaut. Lediglich Exportqualitäten einfacher Machart haben ein wenig Restsüße, um die starke Säure abzufedern.
Die Weine sind mit einem Alkoholgehalt von 8,5 bis 11,5 % sehr leicht. Vinho Verde ist zumeist im untersten Weinpreissegment angesiedelt.

## Marken
- Casal Garcia
- Gatão
- Quinta de Aveleda
- Quinta de Azevedo
- Casa de Sezim
- Gazela (Sogrape)
- Lagosta
- Muralhas
- Quinta da Lixa
- Casa do Valle